# 銀川賀蘭山足球俱樂部
银川贺兰山足球俱乐部，简称宁夏山屿海，是一家位于中国宁夏回族自治区银川市的足球俱乐部，成立于2013年7月17日。

## 历史
2013年7月17日，银川贺兰山足球俱乐部成立。这年11月29日，俱乐部正式对外亮相。成立时，俱乐部的最大股东是银川市体育总会，第二大股东是西班牙BOY体育市场公司（The Best Of You Sports S. A.）。俱乐部聘请西班牙人阿布拉姆·加西亚·阿利亚加（Abraham Garcia Aliaga）担任主教练，此人曾在皇家马德里、马德里竞技两家俱乐部的青年队担任教练。两名中方助理教练则是曾经入选中国国家足球队的朱波和杜苹。俱乐部的球员主要来自山东、辽宁两省，仅有一名宁夏籍球员。球队主场设在银川市的贺兰山体育场。球队当时计划一两年内升入中甲，三到四年升级进入中超联赛。梯队方面，球队计划筹建U15、U8两支男足梯队和一支U15女足梯队。球队由宁夏本地饮料公司厚生记冠名为“宁夏杞动力”。俱乐部的首个中乙赛季，预赛前半程球队排在北区第一名。夏季转会期，俱乐部又引入董祥、文超、储今朝、邹宇成、姜骁宇五名球员。球队最后以北区第四的身份进入全国总决赛，但是淘汰赛首轮就被梅州五華击败，止步八强。
2015年，球队改由宁夏厚生记食品有限公司控股，继续参加中乙联赛，冠名仍然是“宁夏杞动力”。球队从山东、四川等地引进六名球员，保留前一年的主力球员李帅、牟永杰、李彬、徐文彬等人，引进了高中锋杨昌鹏，前一年的助理教练朱波担任主教练。赛季中，球队运营资金出现问题，曾拖欠球员工资。这个赛季球队排在预赛北区第七名，没有进入全国总决赛。赛季末，俱乐部面向中国全国招商以解决资金问题。
2015年12月29日，上海山屿海投资集团宣布与银川市体育旅游局达成一致，收购宁夏贺兰山足球俱乐部，改名为银川山屿海贺兰山足球俱乐部。新东家为俱乐部聘请了日本籍主教练内田一夫及他的团队，计划在2016年投入2,500万至3,000万元人民币，力保「衝甲」成功。然而，由于受让方营业时间不足3年，不满足中国足协的转让要求，足协在2016年1月6日叫停了转让。由于转让被叫停，俱乐部的名称改回银川贺兰山足球俱乐部，球队以“银川贺兰山足球俱乐部宁夏山屿海足球队”的名义报名2016年中国足球乙级联赛。球队引进了谭天澄、唐渊、高万国、胡俊、宋博、吴彦晟、郑智豪等球员。
2018年12月12日，山屿海集团和银川市体育旅游局友好协商决定前者将持有的银川贺兰山足球俱乐部90%的股权无偿转让给银川市体育总会，退出球队运营。2019年1月22日，宁夏山屿海官方宣布更名为宁夏火凤凰足球队。2020年2月4日，銀川賀蘭山因未按时提交2019年工资奖金确认表，无法获得新赛季联赛参赛资格。4月19日，福建超越公司完成对宁夏火凤凰队的收购，但未能助其重获中乙参赛资格。

## 队徽
建队至2015年，银川贺兰山俱乐部使用的队徽为白、绿、黄三色。上海山屿海投资集团入主后，球队启用新队徽，保留贺兰山足球俱乐部的英文名，加上了山屿海的中文字样。

2014年至2015年的队徽
上海山屿海投资集团入主后的队徽